# Erupció explosiva

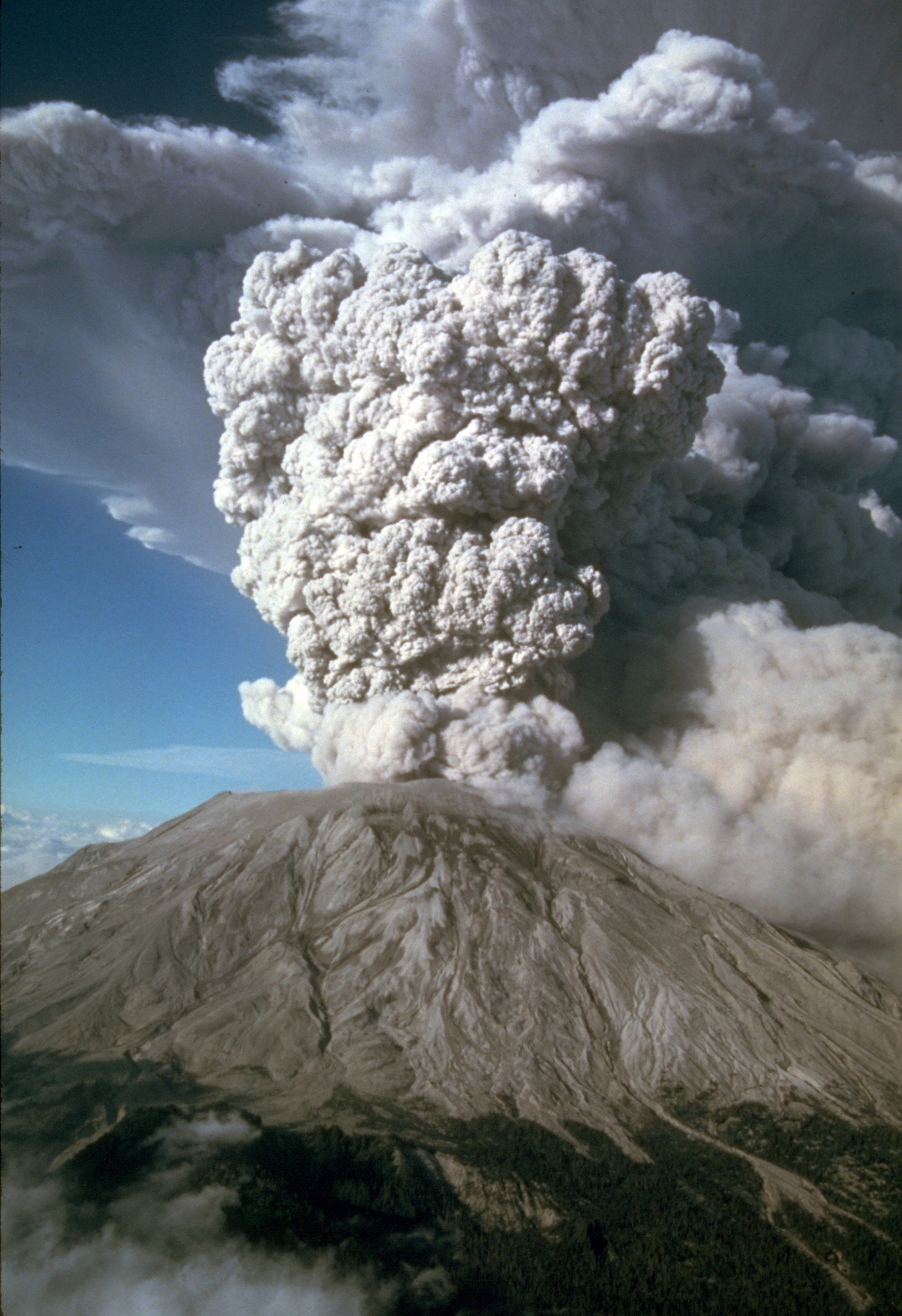
Erupció explosiva del volcà Saint Helens el 22 de juliol de 1980

Una erupció explosiva és un terme volcànic per descriure un tipus violent i explosiu d'erupció. Les erupcions d'aquesta mena es deuen a l'acumulació de gas a alta pressió. L'alta viscositat del magma d'andesita i riolita, juntament amb alguna mena de bloqueig (per exemple un banyó volcànic) del conducte de pujada de la lava al cim, al cràter del volcà, impedeix que els gasos volcànics s'alliberin a poc a poc. Mentre el magma calent s'eleva interacciona amb les aigües subterrànies i augmenta la pressió fins a assolir el punt màxim en el qual esclata violentament a través de les parets del volcà expulsant roques, cendra, gas i material piroclàstic a velocitat.
A vegades el magma de pujada conté grans quantitats de gas parcialment dissolt. Amb l'alliberament sobtat de la pressió després de l'explosió inicial, el gas se separa violentament i explosiva de la solució, llavors es produeix una explosió secundària que, sovint, és molt més violenta que la primera.